# Numa (Iowa)
Numa es una ciudad ubicada en el condado de Appanoose en el estado estadounidense de Iowa. En el Censo de 2010 tenía una población de 92 habitantes y una densidad poblacional de 80,18 personas por km².

## Geografía
Numa se encuentra ubicada en las coordenadas 40°41′8″N 92°58′48″O / 40.68556, -92.98000. Según la Oficina del Censo de los Estados Unidos, Numa tiene una superficie total de 1.15 km², de la cual 1.15 km² corresponden a tierra firme y (0%) 0 km² es agua.

## Demografía
Según el censo de 2010, había 92 personas residiendo en Numa. La densidad de población era de 80,18 hab./km². De los 92 habitantes, Numa estaba compuesto por el 100% blancos, el 0% eran afroamericanos, el 0% eran amerindios, el 0% eran asiáticos, el 0% eran isleños del Pacífico, el 0% eran de otras razas y el 0% pertenecían a dos o más razas. Del total de la población el 0% eran hispanos o latinos de cualquier raza.